# Liste von Flüssen in Österreich

Österreichische Flusseinzugsgebiete:
Elbe
Rhein
Donau

## Einzugsgebiete
Eine Liste der wichtigsten Flüsse in Österreich (Nebenflüsse 1. bis 3. Ordnung, jeweils gereiht in Fließrichtung der Hauptströme):

### Elbe
Moldau
Maltsch
Schwarzau
Eisenhuter Bach
Mardesbach
Felberbach
Lainsitz
Reißbach
Gamsbach
Ludwigsthalgraben
Braunaubach
Hörmannser Bach
Lembach
Schaggesbach
Buschenbach
Tiefenbach
Grünbach
Wultschaubach
Wolfgangbach
Föhrenbach
Mühlbach
Reichenauer Bach
Reinbergbach
Schwarzenbergbach
Osangbach
Angelbach
Althüttenbach
Fischbach
Friedenthalbach
Menahüttebach
Einsiedelbach

### Rhein
Spiersbach (kommt aus Liechtenstein)
Alter Spiersbach (Grenzbach zu Liechtenstein)
Bangsergraben
Sörabach
Leimenbach
Ill (ILL)
Vermunt Gletscherbach
Ruchkopf Gletscherbach
Klostertalerbach
Kromerbach
Verbellabach (Verbellatal)
Tschambreubach
Garnerabach (Garneratal)
Zerfalltobelbach
Rehseetobelbach
Valschavielbach (Valschavieltal)
Balbierbach
Gafitaltobel
Tramosabach
Vermielbach (Novatal)
Suggadinbach (Gargellental)
Valzifenzbach (Quellbach des Suggadinbachs, Valzifenztal)
Vergaldabach (Quellbach des Suggadinbachs, Vergaldatal)
Alptobel
Ronggbach
Röbibach
Fidelsbach
Sarottlabach
Platinabach
Valliserabach
Gweilbach (Gweiltal)
Maurenbach
Wassertobelbach
Gamperdelsbach (Gamperdelstal)
Tilisunabach (Quellbach des Gamperdelsbaches)
Seebach (Gamperdelsbach)

Rasafeibach (Gauertal)
Sporabach
Röfitobelbach
Letzitobelbach
Kilkatobelbach
Kessitobelbach
Sanüelerbach
Golmerbach

Litz (Silbertal)
Schwarzer Seebach
Wiesbach
Innerer Branntweinbach
Äußerer Branntweinbach
Gaflunabach
Weißenbach (Litz)
Seebach (Litz)
Giesalabach
Portschabach (Wasserstubenbach)
Teufelsbach
Buachbach, Nattbödlibach
Innerer Wörritobelbach
Äußerer Wörritobelbach
Endbach, Mühlestalltobel
Bargehratobelbach
Fallbach (Litz)
Jörgatobel, Gavadurabach
Innerer Lavadielbach, Mühlbach
Äußerer Lavadielbach

Rellsbach (Rellstal)
Fritzenbach
Mustergielbach
Gravestobel
Venserbach
Alfenz (Klostertal)
Rauzbach (Quellbach der Alfenz)
Toppitobelbach
Pfannenbach
Valfagehrbach
Stubenbach (Alfenz)
Sackbach
Hoppalandbach
Toggitobelbach
Moosbach
Innerer Passürtobelbach
Äußerer Passürtobelbach
Langenertobelbach
Benediktentobelbach
Albonabach
Fuchslochtobelbach
Simastobelbach
Großtobelbach
Nenzigastbach
Wäldletobelbach
Blümpisbach
Angertöbele
Sandbach
Wildentobelbach
Drecktobelbach
Christastöbelebach
Danöfentobel
Vermalentobel
Spreubach, Alpbach
Glongtobel (Glongbach)
Riedtobelbach
Stelzistobel (Stelzistobelbach)
Annatobelbach
Ursprungbach
Bärentobelbach
Radonatobelbach
Mühletobelbach
Klemmetobel
Valetschistobel
Mühlbach
Gurtentobelbach
Grüttobel
Winklertobelbach
Muttentobelbach
Hölltobelbach
Rotrüfetobel
Schmiedetobelbach
Fallbach (Alfenz)
Schanatobelbach
Prademehlbach
Masonbach
Almeintobelbach
Spannerbach, Grubsertobelbach (Grubser Tobel)
Zalumertobelbach
Spritzenbach
Alvier (Brandnertal)
Gletscherbach (Alvier)
Palüdbach
Schliefwaldtobel
Sarotlabach

Galgentobel
Schesa
Lutz (Großes Walsertal)
Alpschellenbach
Schafbergtobelbach
Heimenwaldgraben
Plattenbach
Rotenbrunnenbach (Gadental)
Huttlabach
Seebergbach
Ladritschbach
Marulbach
Rüfitobel
Hölltobel
Rottobel
Schlosstobel
Meng (Gamperdonatal)
Salaruelbach
Virgloriatobel
Trübbach (Meng)
Weißbach (Meng)
Gampbach
Samina (kommt aus Liechtenstein, Saminatal)
Ziegerbergbach
Grapstobelbach
Finstertobelbach
Stiegbach
Quelltobelbach
Vermalenbach
Innerer Lecktobelbach
Gavadurabach
Stofelbach
Altstofeltöbelebach
Lochtobelbach
Gafaduralochtobelbach
Rosstobelbach
Sautobelbach
Garsettabach
Klöslefeldbach
Frutz (Laternsertal)
Gampernesttobelbach
Sacktobelbach
Propsttobelbach
Badbach, Garnitzabach
Bärentobelbach
Weberstobelbach
Leuetobelbach
Sunntigwoadbach
Wüstetobelbach
Klostertobelbach
Stutztobelbach
Schoftobelbach
Schrägebachtobel
Bäckenwaldtobelbach
Tiefenbach
Buflattobelbach
Balfentobelbach
Häberlebach
Bertschatobelbach
Plattentobelbach
Wengtobelbach
Histelerbach
Roßtobelbach
Frödisch (Frödischtal)
Mühltobel

Klausbach
Ratzbach
Ehbach
Nafla
Mühlbach
Dornbirner Ach, im Oberlauf Ebniter Ach
Valorsbach
Wiesbergbach
Manschektobelgraben
Wälegraben
Kugelbach
Ilgenwaldtobelbach
Heumöserbach
Bruderbach
Gschwendtobelbach
Sattelbach
Spätenbach
Vorderspätenbach

Kobelach/Gunzenach
Lauberbach
Rudach
Müselbach
Tintelsbach
Beckenmannbach

Bodenbach
Gechelbach

Fußenauer Kanal (im Mittellauf Fischbach, im Oberlauf Steinebach)
Hoferbach
Moosbächle
Eulenbach
Kehlenbach
Karlesgraben
Stiglbach (Haselstauderbach)
Schwarzach
Gschwendbach
Bühelinbach
Stauderbach
Strickerbach
Rothenbach
Rickenbach
Landgraben/Ippachbach
Himmelreichbach
Tobelbach (Ippachbach)
Eulentobelbach
Rheintalbinnenkanal/Koblacher Kanal
Mühlbach
Güllbach
Gässelegraben
Äuelegraben
Brühlgraben
Emmebach
Gießenbach
Emsbach
Sohlgraben
Ermenbach
Obersetzegraben
Mittelsetzegraben
Gstaldengraben
Landgraben
ehemaliger Koblacher Kanal
Landgraben
Büchelgraben
Birkengraben
Zwischengraben
Elsäßer Graben
Lustenauer Kanal
Staldenbach
Zellgassegraben
Grindelkanal
Rheindorferkanal
Alter Rheindorfer Kanal
Sulfer

Lauterachbach
Hardergraben

Dorfbach Hard
Bregenzer Ach (Bregenzerwald)
Haasenbach
Eggenbach
Fellbach
Seebach (Bregenzer Ach)
Bodenbach
Hinterer Hopfrebenbach
Üntschenbach
Sennauerbach
Schrecksbach
Schranne
Dürrenbach (Bregenzer Ach, Au)
Rehmer Bach
Schreckenbach
Argenbach (Damülser Tal)
Krumbach (Argenbach): Quellbach des Argenbachs
Bregezbach
Äfintobel
Mitteltobelbach
Leuebach
Büntelerbach
Leuebächle
Weißenbach (Bregenzer Ach)
Höllbach
Gießenbach
Dürrenbach (Bregenzer Ach, Mellau)
Mellenbach (Mellental)
Gererbach
Sünserbach
Vordermellenbach
Haslachbach
Mörzelbach
Künzlergraben
Roßschwanzgraben
Wallenbach
Elmabach
Buchenbach
Guntenbach

Fluhbach
Bizauer Bach (Bizauer Tal)
Grebenbach
Dorfbach Bezau
Rotenbach
Steinrieslerbach
Lindenbach
Losenbach
Pfisterbach
Schmittenbach (Bregenzer Ach)

Subersach
Fellebach
Laubisbach
Schönenbach (Subersach)
Engegraben (Subersach)
Rubach (Subersach)
Tobelbach (Subersach)
Nestgraben
Wüstegraben (Subersach)
Kägersbach
Farnachgraben
Dorfbach Lingenau

Bommerngraben
Weißach (kommt aus Deutschland)
Lanzenbach (Weißach)
Eibelebach
Littenbach, Leutenbach
Hörburgergraben
Jagdbach
Bolgenach
Rotach  (kommt aus Deutschland)
Eyenbach (Rotach), Schwarzenbach
Dreienauerbach, Mohrenbach
Hagenbach
Kesselbach (Rotach)
Hompmannbach
Wirtatobelbach
Ippachgraben
St. Wendelinsbach
Fallenderbach

Thalbach
Steinebach Bregenz
Tannenbach (Bodensee)
Schanzgraben
Klausmühlebach
Kugelbeerbach
Oberlochauerbach
Dorfbach
Ruggbach
Lendenbach (Quellbach des Ruggbachs)
Eplisgehrbach (Quellbach des Ruggbachs)
Mühlbach
Leiblach (Grenzfluss zum Allgäu in Deutschland)
Rickenbach (Leiblach)
Reisach (Leiblach)
Krebsbächle
Dietzlingerbach/Weidebach
Bergerbach

### Donau

Österreich - Flüsse länger 20 km

(Iller)
Breitach (Quellfluss der Iller)
Schwarzwasserbach (Breitach)
Lech
Formarinbach (Quellfluss des Lech)
Spullerbach (Quellfluss des Lech)
Zürsbach
Krumbach
Bockbach
Krabach
Kaiserbach
Alperschonbach
Bernhardsbach
Griesbach
Otterbach
Steinbach
Hornbach
Schwarzwasserbach
Rotlech
Leinbach
Archbach
Vils
Isar
Moserkarbach
Hinterkarbach
Gleirschbach
Karwendelbach
Gießenbach
Leutascher Ache
Dürrach
Ache Walchen
Loisach
Inn
Stiller Bach
Schalklbach
Stubenbach (Inn)
Tschupbach
Tösnertalbach
Argebach
Stalanzerbach
Faggenbach

Sanna
Trisanna (Quellfluss der Sanna)
Rosanna (Quellfluss der Sanna)
Gurglbach
Pitze
Ötztaler Ache
Venter Ache (Quellfluss der Ötztaler Ache)
Gurgler Ache (Quellfluss der Ötztaler Ache)
Klammbach
Stamserbach
Arzbergklammbach
Schlossbach
Sill
Ruetz
Voldertalbach
Wattenbach
Vomper Bach
Ziller
Zemmbach
Gerlosbach
Brandenberger Ache
Wildschönauer Ache
Wörgler Bach
Brixentaler Ache
Windauer Ache
Kelchsauer Ache
Rochenbach
Kieferbach
Salzach
Krimmler Ache
Obersulzbach
Untersulzbach
Mühlbach
Kapruner Ache
Fuscher Ache
Rauriser Ache
Gasteiner Ache
Lammer
Saalach
Oichten
Mattig
Antiesen
Pram
Ranna
Große Mühl
Steinerne Mühl
Kleine Mühl
Aschach
Dürre Aschach (Quellfluss der Aschach)
Faule Aschach (Quellfluss der Aschach)
Innbach
Trattnach
Rodl
Große Rodl
Kleine Rodl
Traun
Waldbach
Ischl
Ager
Vöckla
Aurach
Redlbach
Schwaigerbach
Alm
Laudach
Aiterbach
Krems
Gusen
Große Gusen (Quellfluss der Gusen)
Kleine Gusen (Quellfluss der Gusen)
Enns
Pleißlingbach
Nördliche Taurach
Salzabach
Salza
Walster
Radmerbach
Lassingbach
Mendlingbach
Palten
Weißenbach
Spitzenbach
Großer Billbach
Steingraben
Buchaubach
Laussabach
Frenzbach
Schleifenbach
Großer Kühbach
Rapoldbach
Steyr
Krumme Steyr
Teichl
Steyrling
Paltenbach
Krumme Steyrling
Aist
Feldaist (Quellfluss der Aist)
Waldaist (Quellfluss der Aist)
Schwarze Aist (Quellfluss der Waldaist)
Weiße Aist (Quellfluss der Waldaist)
Erla
Naarn
Große Naarn (Quellfluss der Naarn)
Kleine Naarn (Quellfluss der Naarn)
Sarmingbach
Ysper
Große Ysper
Saubachl
Klafterbach
Kleine Ysper
Angerbach
Führernbach
Losenegger Bach
Tiefenbach
Ybbser Mühlbach
Seisenegger Bach
Triesenegger Bach
Blindbach
Griesheimer Bach
Ybbs
Neuhauser Bach (Ybbs)
Faltlbach
Taglesbach
Kleiner Ötscherbach
Lackenbach
Polzgraben
Lunzer Seebach
Bodingbach
Stiegengraben
Steinbach
Göstlingbach
Reithbach
Moosaubach
Grubbach
Hammerbach
Klausbach
Hinterberggraben
Opponitzbach
Kleine Ybbs
Zogelsbach
Dürnbach
Prollingbach
Schwarzbach (Waidhofenbach)
Urnbach
Luegbach
Nellingbach
Grabenmühlbach
Url
Kohlenbach
Tiefenbach
Pfarrerbach
Zaucha
Nennersdorfer Bach
Treffling
Biberbach
Kumpfmühlbach
Traunerbach
Zierbach
Öhlingbach
Mühlbach
Zauchbach
Elzbach
Hömbach
Lixingbach
Gafringbach
Umberger Bach
Ferschnitzbach
Amesbach
Wechlingbach (Kemmelbach)
Lojabach
Tümlingbach
Steinbach
Marbach
Erlauf
Große Erlauf
Ötscherbach
Lassingbach
Jessnitz
Feichsen
Kleine Erlauf
Baumgartenbach
Schliefaubach
Ewixenbach
Marauer Bach
Marbach
Mühlbach
Melk
Ganzbach
Schweinzbach
Ockertbach
Dangelsbach
Mank
Schweinzbach
Zettelbach
Hainbach
Weitenbach
Höllbach
Oeder Bach
Hundsbach
Poggschlagbach
Traubenbach
Laimbach
Brandstattbach
Krumlinger Bach
Loibersdorfer Bach
Raflesbach
Tottendorfer Bach
Wehrbach
Feistritz
Zauchabach
Hausbergbach
Nastinger Bach
Eibetsberger Bach
Mörenzer Bach
Schwarzaubach
Mürfelndofer Bach
Lohnsdorfer Bach
Pielach
Eitelgrünbach
Weißenbachl
Schwarzenbach
Nattersbach
Weißenbach
Loichbach
Schwerbach
Soisbach
Tradigistbach
Deutschbach
Plambach
Grünsbach
Aigelsbach
Krickelbach
Sierning
Marktbach
Spitzer Bach
Gradischbach
Trandorfer Bach
Tobelbach
Amstaller Bach
Ötzbach
Eichberger Bach
Rannabach
Reisperbach
Alaunbach
Fladnitzbach
Kleinruster Graben
Noppenbach
Ambacher Bach
Anzenhofer Bach
Höbenbach
Halterbach
Krems
Kleine Krems
Traisen
Türnitzer Traisen (Quellfluss der Traisen)
Retzbach
Türnitz
Kräuterbach
Unrechttraisen (Quellfluss der Traisen)
Weißenbach
Seebach
Seebach
Andersbach
Dürrentalbach
Zögersbach
Hölltalbach
Gölsen
Ramsaubach
Durlasbach
Kerschenbach
Schwarzenbach
Wiesenbach
Steubach
Kreisbach
Ochsenburger Mühlbach
Linker St. Pöltner Mühlbach
Rechter St. Pöltner Mühlbach
Kamp
Großer Kamp (Quellfluss des Kamp)
Zwettl
Klafterbach
Kleiner Kamp (Quellfluss des Kamp)
Lohnbach (Quellfluss des Kleinen Kamp)
Edelbach (Quellfluss des Kleinen Kamp)
Purzelkamp
Taffa
Große Taffa
Kleine Taffa
Taffabach
Töbernitz
Urbach
Reislingbach
Stiefernbach
Loisbach
Gscheinzbach
Bärndorfer Graben
Perschling
Heuberggraben
Tiefenbach
Mechtersbach
Michelbach
Durlasbach
Stössingbach
Totzenbach
Winklinger Bach
Perschling Hochwasserkanal
Große Tulln (Laabenbach)
Gernbach
Brambach
Ödengraben
Hasenriegelgraben
Lengbach
Buchenbach
Seebach
Anzbach
Inprugger Mühlbach
Moosbach
Kleine Tulln (Koglbach)
Schmelzgraben
Roßbach
Elsbach
Gießgraben
Schmida
Urtlbach
Lateinbach
Grafenberger Bach
Maigner Bach
Straningbach
Schleinzbach
Dürnbach
Ravelsbach
Gartenbach
Baritz
Rohrbach
Therngrabenbach
Hundsgraben
Göllersbach
Glasweiner Bach
Timmelbach
Gmoosbach
Immendorfer Graben
Windpassinger Graben
Runzenbach
Froschaubach
Porraubach
Ringendorfer Graben
Parschenbrunner Bach
Senningbach
Mugler Bach
Hatzenbach
Rohrbach
Hauptgraben
Eberhardsbach
St. Andräbach
Hagenbach
Kierlingbach
Donaugraben
Weidlingbach
Schreiberbach
Nesselbach
Alserbach
Währinger Bach
Wienfluss
Ottakringerbach
Gütenbach
Schwechat
Hörm
Mödlingbach
Triesting
Liesing
Kalter Gang
Fischa
Piesting
Rußbach
March
Thaya
Deutsche Thaya (Quellfluss der Thaya)
Rotbach
Moosbach
Rupprechtsbach
Jaudlingbach
Aubach (Echsenbach)
Ganzbach
Thauabach
Wiesenbach
Zwinzenbach
Kleiner Thauabach
Scheideldorfer Bach
Aubach
Gansbach
Taulingbach (Gansbach)
Lensbach
Großer Radlbach
Kaltenbach
Schirnesbach
Sarnigbach
Taxenbach
Lexnitzbach
Feinitzbach
Edelbach
Schladeinbach
Mudlbach
Loibesbach
Pommersdorfer Graben
Mährische Thaya (Quellfluss der Thaya)
Seebsbach
Thumeritzbach
Gaberbach
Langauer Bach
Fugnitz
Pleißingbach
Riegersburger Bach
Fellingbach
Pulkau
Thayamühlbach
Kleinbaumgartner Graben
Hagendorfer Graben
Bockgraben
Alter Bockgraben
Mühlbach
Mühlgraben
Hamelbach
Zaya
Gießbach
Brandbach
Taschlbach
Nodendorfer Bach
Niederleiser Bach
Ernstbrunner Bach
Mistelbach
Eibesbach
Kettlasbach
Scherrunsengraben
Seiherbach
Poybach
Ortsbach
Eichhorner Bach
Großinzersdorfer Bach (Quellfluss der Eichhorner Baches)
Zistersdorfer Bach (Quellfluss der Eichhorner Baches)
Steinberggraben
Sulzbach
Weidenbach
Feilbach
Stempfelbach
Leitha
Schwarza (Quellfluss der Leitha)
Sierning
Pitten (Quellfluss der Leitha)
Warme Fischa
Rabnitz
Stooberbach
Schwarzenbach
Wulka
Ikva
Raab
Weizbach
Rabnitz
Laßnitz
Safen
Lafnitz
Feistritz
Rittschein
Pinka
Tauchenbach
Zicken
Tauchenbach
Strem
Güns
Zöbernbach
Drau
Villgratenbach
Kalksteiner Bach
Einatbach
Winkeltalbach
Gailbach
Kristeinbach
Thaler Bach
Isel
Tauernbach
Kalserbach
Schwarzach
Möll
Leiterbach
Gößnitzbach
Guttalbach
Fleißbach
Gradenbach
Zirknitz
Wangenitzbach
Astenbach
Kolmitzenbach
Zleinitzbach
Lamnitzbach
Wöllabach
Fragantbach
Raggabach
Mallnitzbach
Kaponigbach
Teuchlbach
Lieser
Krems
Leobenbach
Malta
Gößbach
Radlbach
Steinbrückenbach
Gail
Gailitz
Gurk
Metnitz
Görtschitz
Glan
Lavant
Waldensteiner Bach
Weißenbach
Granitzbach
Mur
Südliche Taurach
Rantenbach
Lassnitzbach
Pöls
Ingeringbach
Liesing
Vordernbergerbach
Mürz
Andritzbach
Grazbach
Petersbach
Poniglbach
Kainach
Sulm

## Tabelle mit Flüssen mit einer Länge von mindestens 20 km in Österreich
| Name                       | mündet in            | Mündungsseite | ID-Nr. | Anteil               | Gesamtlänge in km | Anmerkung                                               | Einzugsgebiet in km² | Quelle / Zusammenfluss           | Quellhöhe in m ü. NHN | Mündung                         | Mündungshöhe in m ü. NHN | Mittlerer Abfluss in m³/s |
| -------------------------- | -------------------- | ------------- | ------ | -------------------- | ----------------- | ------------------------------------------------------- | -------------------- | -------------------------------- | --------------------- | ------------------------------- | ------------------------ | ------------------------- |
| Ach                        | Inn                  | rechts        | 659    | Ooe                  | .0000038          |                                                         | .0000315             | Kobernaußerwald                  | .0000660              | Mühlheim am Inn                 | .0000327                 | .0000005                  |
| Ager                       | Traun                | links         | 847    | Ooe Sbg              | .0000082          | mit Attersee, Mondsee, Irrsee                           | .0001.261            | Oberhofen am Irrsee              | .0000585              | Lambach                         | .0000348                 | .0000017                  |
| Aist                       | Donau                | links         | 1152   | Ooe                  | .0000014          | Vorfluter von Feldaist und Waldaist                     |                      | Hohensteg                        | .0000310              | Albern                          | .0000240                 | .0000006                  |
| Aiterbach                  | Traun                | rechts        | 925    | Ooe                  | .0000030          |                                                         | .0000070             | Etzelsdorf                       | .0000565              | Wels                            | .0000310                 | .0000001                  |
| Alfenz                     | Ill                  | rechts        | 804729 | Tir Vbg              | .0000031          | mit Rauzbach                                            |                      | Stuben am Arlberg                | .0001.386             | Bludenz                         | .0000574                 | .0000004                  |
| Alm                        | Traun                | rechts        | 899    | Ooe                  | .0000057          | mit Almsee, Kolmkarbach                                 | .0000492             | Grünau im Almtal                 | .0000653              | Fischlham                       | .0000333                 | .0000015                  |
| Almbach                    | Salzach              | rechts        |        |                      | .0000017          | Vorfluter des Hintersees                                |                      | Hintersee                        | .0000668              | Hallein                         | .0000440                 |                           |
| Alter Rhein                | Bodensee             |               | 73     | CH Vbg               | .0000030          | mit Rheintaler Binnenkanal                              |                      | Bruggerhorn                      | .0000440              | Altenrhein                      | .0000396                 |                           |
| Antiesen                   | Inn                  | rechts        | 675    | Ooe                  | .0000045          |                                                         | .0000286             | Hausruck                         | .0000655              | St. Marienkirchen bei Schärding | .0000320                 | .0000003                  |
| Aschach                    | Innbach              | links         | 747    | Ooe                  | .0000035          |                                                         | .0000358             | Niederspaching                   | .0000365              | Eferding                        | .0000264                 | .0000004                  |
| Aschauer Ache              | Tiroler Achen        | links         | 460    | Tir                  | .0000023          |                                                         | .0000148             | Spertental                       | .0001.003             | St. Johann in Tirol             | .0000664                 | .0000005                  |
| Aurach                     | Ager                 | rechts        | 888    | Ooe                  | .0000029          |                                                         | .0000086             | Hochleckenkogel                  | .0000950              | Wankham                         | .0000400                 | .0000002                  |
| Berchtesgadener Ache       | Salzach              | links         | 583    | DE Sbg               | .0000039          | mit Königsseer Ache                                     | .0000583             | Königssee                        | .0000603              | Hallein                         | .0000436                 | .0000018                  |
| Bolgenach                  | Weißach              | links         | 120    | Vbg                  | .0000030          | DE Vbg                                                  | .0000097             | Besler                           | .0001.311             | Sulzberg                        | .0000574                 |                           |
| Brandenberger Ache         | Inn                  | links         | 408    | Tir                  | .0000027          | 1 km in Bayern                                          | .0000282             | Valepp                           | .0000870              | Kramsach                        | .0000510                 | .0000010                  |
| Braunaubach                | Lainsitz             | rechts        | 2707   | CZ Noe               | .0000042          |                                                         | .0000293             | Mýtinky                          | .0000650              | Gmünd                           | .0000472                 | .0000002                  |
| Bregenzer Ach              | Rhein                | rechts        | 804864 | Vbg                  | .0000067          |                                                         | .0000835             | Schröcken                        | .0002.200             | Bregenz                         | .0000395                 | .0000041                  |
| Breitach                   | Iller                |               | 132    | DE Vbg               | .0000024          | zum Teil in Bayern                                      | .0000149             | Baad                             | .0001.237             | Oberstdorf                      | .0000778                 |                           |
| Bretsteinbach              | Pusterwaldbach       | links         | 2453   | Stm                  | .0000022          |                                                         |                      | Kreuzkogel                       | .0001.870             | Zistl                           | .0000945                 |                           |
| Brixentaler Ache           | Inn                  | rechts        | 423    | Tir                  | .0000027          |                                                         | .0000330             | Brixen im Thale                  | .0001.700             | Wörgl                           | .0000500                 | .0000011                  |
| Debantbach                 | Drau                 | rechts        | 2101   | Tir                  | .0000022          |                                                         | .0000084             | Hochschober                      | .0002.540             | Dölsach                         | .0000650                 | .0000002                  |
| Deutsche Thaya             | Thaya                |               | 1574   | CZ Noe               | .0000076          | Quellfluss                                              |                      | Schweiggers                      | .0000658              | Raabs an der Thaya              | .0000405                 |                           |
| Doblbach                   | Kainach              | links         |        |                      | .0000020          |                                                         | .0000027             | Steinberg                        | .0000496              | Dobl                            | .0000316                 |                           |
| Donau                      | Schwarzes Meer       |               | 130    | DE SK HU Noe Ooe Wie | .0002.857         | davon 349 km in Österreich                              | .0817.000            | Bregquelle                       | .0001.078             | Donaudelta                      | .0000000                 | .0006.855                 |
| Donaugraben                | Donau                | links         |        |                      | .0000020          |                                                         | .0000089             | Karnabrunn                       | .0000250              | Langenzersdorf                  | .0000240                 |                           |
| Donnersbach                | Enns                 | rechts        | 1014   | Stm                  | .0000028          | mit Schwarzabach                                        | .0000189             | Donnersbachwald                  | .0001.157             | Irdning                         | .0000642                 |                           |
| Dornbach                   | Hartberger Safen     | rechts        | 1921   | Stm                  | .0000020          |                                                         |                      | Oberneuberg                      | .0000775              | Sebersdorf                      | .0000295                 |                           |
| Dornbirner Ach             | Rhein                | rechts        | 804699 | Vbg                  | .0000031          | mit Ebniter Ach                                         | .0000223             | Hoher Freschen                   | .0001.485             | Hard am Bodensee                | .0000395                 | .0000007                  |
| Drau                       | Donau                | rechts        | 2056   | IT SI HR Ktn Tir     | .0000749          |                                                         | .0040.120            | Innichen                         | .0001.450             | Osijek                          | .0000090                 | .0000670                  |
| Drauchenbach               | Mur                  | links         | 600049 | Stm                  | .0000021          |                                                         | .0000254             | Schemming                        | .0000281              | Bad Radkersburg                 | .0000203                 |                           |
| Dürre Ager                 | Vöckla               | rechts        | 881    | Ooe                  | .0000031          | mit Ruezingbach                                         | .0000104             | Mondseeberg                      | .0000798              | Timelkam                        | .0000440                 | .0000002                  |
| Enknach                    | Inn                  | rechts        | 638    | Ooe                  | .0000031          |                                                         | .0000142             | Kirchberg bei Mattighofen        | .0000470              | Braunau am Inn                  | .0000350                 | .0000001                  |
| Enns                       | Donau                | rechts        | 974    | Ooe Sbg Stm          | .0000253          |                                                         | .0006.084            | Radstädter Tauern                | .0001.750             | Enns                            | .0000245                 | .0000204                  |
| Erlauf                     | Donau                | rechts        | 1272   | Noe Stm              | .0000078          |                                                         | .0000632             | Gemeindealpe                     | .0000935              | Pöchlarn                        | .0000214                 |                           |
| Erzbach                    | Enns                 | rechts        | 1046   | Stm                  | .0000022          |                                                         | .0000256             | Erzberg                          | .0001.380             | Hieflau                         | .0000479                 |                           |
| Fadenbach                  | Alte Donau           | links         | 321840 | Noe                  | .0000028          |                                                         |                      | Lobau                            | .0000150              | Engelhartstetten                | .0000145                 |                           |
| Faggenbach                 | Inn                  | rechts        | 238    | Tir                  | .0000031          | mit Gepatschspeicher                                    | .0000230             | Gepatschferner                   | .0002.084             | Prutz                           | .0000859                 | .0000003                  |
| Feistritz                  | Drau                 | links         | 2380   | SI Ktn Stm           | .0000027          |                                                         | .0000184             | St. Georgen im Lavanttal         | .0001.560             | Hohenmauthen                    | .0000366                 |                           |
| Feistritz                  | Pitten               | links         | 301092 | Noe                  | .0000025          | mit Trattenbach                                         | .0000117             | Feistritzsattel                  | .0001.250             | Feistritz am Wechsel            | .0000437                 |                           |
| Feistritz                  | Lafnitz              | rechts        | 600089 | Bgl Stm              | .0000118          | mit Weißer Feistritz und Ambach                         | .0000817             | Feistritzsattel                  | .0001.260             | Dobersdorf                      | .0000233                 | .0000008                  |
| Feldaist                   | Aist                 |               | 1154   | Ooe                  | .0000055          | Quellfluss                                              | .0000266             | Oberrauchenödt                   | .0000880              | Tragwein                        | .0000310                 | .0000002                  |
| Fieberbrunner Ache         | Tiroler Achen        | rechts        | 464    | Tir                  | .0000027          |                                                         | .0000168             | Aurach bei Kitzbühel             | .0001.788             | St. Johann in Tirol             | .0000653                 | .0000007                  |
| Fischa                     | Donau                | rechts        | 300222 | Noe                  | .0000050          |                                                         | .0000563             | Haschendorf                      | .0000235              | Maria Ellend                    | .0000149                 |                           |
| Fladnitzbach               | Donau                | rechts        | 300082 | Noe                  | .0000027          |                                                         | .0000170             | Karlstetten                      | .0000350              | Palt                            | .0000194                 |                           |
| Frauenbrunnenbach          | Goldbach             | rechts        | 1849   | Bgl                  | .0000024          | mit Kuchelbach                                          |                      | Helenenschacht                   | .0000538              | Deutschkreutz                   | .0000170                 |                           |
| Fritzbach                  | Salzach              | rechts        | 552    | Sbg                  | .0000030          |                                                         |                      | Bischofsmütze                    | .0001.517             | Bischofshofen                   | .0000549                 | .0000004                  |
| Fröschnitzbach             | Mürz                 | links         |        |                      | .0000020          |                                                         | .0000092             | Fischbacher Alpen                | .0001.366             | Mürzzuschlag                    | .0000664                 |                           |
| Frutz                      | Rhein                | rechts        | 804709 | Vbg                  | .0000023          |                                                         | .0000076             | Löffelspitze                     | .0001.782             | Koblach                         | .0000417                 |                           |
| Fugnitz                    | Thaya                | rechts        | 300270 | Noe                  | .0000026          |                                                         |                      | Trautmannsdorf                   | .0000500              | Hardegg                         | .0000285                 |                           |
| Fuscher Ache               | Salzach              | rechts        | 519    | Sbg                  | .0000021          |                                                         |                      | Fuscher Törl                     | .0001.300             | Krössenbach                     | .0000750                 | .0000006                  |
| Fuschler Ache              | Seeache              |               | 849    | Ooe Sbg              | .0000026          | mit Mondsee, Fuschlsee                                  | .0000118             | Fuschlsee                        | .0000664              | St. Lorenz                      | .0000481                 | .0000004                  |
| Gail                       | Drau                 | rechts        | 2191   | Ktn Tir              | .0000122          |                                                         | .0001.414            | Kartitscher Sattel               | .0001.518             | Villach                         | .0000484                 | .0000045                  |
| Gailitz                    | Gail                 | rechts        | 200146 | IT Ktn               | .0000030          |                                                         | .0000213             | Neveasattel                      | .0001.420             | Arnoldstein                     | .0000548                 | .0000008                  |
| Gamsbach                   | Lainsitz             | rechts        | 2715   | CZ Noe               | .0000020          |                                                         |                      | Alt-Nagelberg                    | .0000538              | Suchdol nad Lužnicí             | .0000455                 |                           |
| Gasteiner Ache             | Salzach              | rechts        | 532    | Sbg                  | .0000027          |                                                         | .0000242             | Sportgastein                     | .0002.400             | Lend                            | .0000624                 | .0000010                  |
| Gerlosbach                 | Ziller               | rechts        | 393    | Sbg Tir              | .0000039          | mit Durlaßboden-Speicher                                | .0000199             | Zittauer Hütte                   | .0002.440             | Zell am Ziller                  | .0000566                 | .0000008                  |
| Gießbach                   | Alte Naufahrt        | links         | 300161 | Noe                  | .0000020          |                                                         | .0000092             | Hohenwarth                       | .0000308              | Utzenlaa                        | .0000185                 |                           |
| Glan                       | Gurk                 | rechts        | 200209 | Ktn                  | .0000067          |                                                         | .0000825             | Ossiacher Tauern                 | .0000640              | Ebenthal                        | .0000404                 | .0000009                  |
| Gnasbach                   | Mur                  | links         | 600040 | Stm                  | .0000022          |                                                         |                      | Wörth                            | .0000345              | Fluttendorf                     | .0000225                 |                           |
| Goldbach                   | Ikva                 | rechts        |        | HU Bgl               | .0000018          |                                                         | .0000136             | Neckenmarkt                      | .0000345              | Nagycenk                        | .0000155                 |                           |
| Göllersbach                | ehemaliger Donauarm  | links         | 300181 | Noe                  | .0000053          |                                                         | .0000449             | Ernstbrunn                       | .0000320              | Stockerau                       | .0000167                 |                           |
| Gölsen                     | Traisen              | rechts        | 300085 | Noe                  | .0000015          | Vorfluter Halbach                                       | .0000211             | Hainfeld                         | .0000698              | Traisen                         | .0000346                 | .0000004                  |
| Görtschitz                 | Gurk                 | links         | 2290   | Ktn Stm              | .0000027          |                                                         | .0000315             | Zirbitzkogel                     | .0001.980             | Brückl                          | .0000498                 | .0000004                  |
| Gosaubach                  | Traun                | links         | 815    | Ooe                  | .0000024          |                                                         | .0000111             | Hinterer Gosausee                | .0001.158             | Hallstätter See                 | .0000508                 |                           |
| Gößnitzbach                | Teigitsch            | links         | 2596   | Stm                  | .0000026          |                                                         |                      | Lavanttaler Alpen                | .0001.380             | Arnstein                        | .0000385                 |                           |
| Gössering                  | Gail                 | links         | 200138 | Ktn                  | .0000024          |                                                         | .0000078             | Reißkofel                        | .0001.350             | Hermagor                        | .0000574                 | .0000002                  |
| Granitzenbach              | Mur                  | rechts        | 600189 | Stm                  | .0000033          |                                                         | .0000255             | Zirbitzkogel                     | .0001.934             | Zeltweg                         | .0000644                 |                           |
| Grimming                   | Enns                 | links         | 1018   | Stm                  | .0000029          |                                                         | .0000091             | Hochmölbing                      | .0002.000             | Trautenfels                     | .0000644                 |                           |
| Großarler Ache             | Salzach              | rechts        | 540    | Sbg                  | .0000031          |                                                         | .0005.418            | Ankogelgruppe                    | .0002.100             | Sankt Veit im Pongau            | .0000572                 |                           |
| Große Gusen                | Gusen                |               | 960    | Ooe                  | .0000022          | Quellfluss; mit Rohrbach                                | .0000107             | Reichenau im Mühlkreis           | .0000650              | Breitenbruck                    | .0000280                 | .0000001                  |
| Große Krems                | Kamp                 | rechts        | 300076 | Noe                  | .0000081          |                                                         | .0000366             | Bad Traunstein                   | .0000950              | Grafenwörth                     | .0000180                 |                           |
| Große Mühl                 | Donau                | links         | 722    | DE Ooe               | .0000071          |                                                         | .0000560             | Neureichenau                     | .0001.260             | St. Martin im Mühlkreis         | .0000280                 | .0000009                  |
| Große Tulln                | Donau                | rechts        | 300986 | Noe                  | .0000042          | mit Laabenbach                                          | .0000219             | Klammhöhe                        | .0000680              | Tulln an der Donau              | .0000177                 |                           |
| Großer Pestingbach         | Pitten               | rechts        | 301090 | Noe                  | .0000020          | Quellfluss                                              |                      | Arabichl                         | .0001.477             | Wanghof                         | .0000437                 |                           |
| Grünbach                   | Welser Mühlbach      |               | 931    | Ooe                  | .0000029          |                                                         |                      | Obergrünbach                     | .0000430              | Marchtrenk                      | .0000280                 | .0000001                  |
| Gscheinzbach               | Kamp                 | links         | 300142 | Noe                  | .0000022          |                                                         | .0000061             | Klein-Burgstall                  | .0000450              | Hadersdorf am Kamp              | .0000203                 |                           |
| Gschnitzbach               | Sill                 | links         | 336    | Tir                  | .0000022          |                                                         | .0000112             | Stubaier Alpen                   | .0002.424             | Steinach am Brenner             | .0001.035                | .0000004                  |
| Gulling                    | Enns                 | rechts        | 600255 | Stm                  | .0000034          | mit Schwarze Gulling                                    | .0000157             | Kreuzberg                        | .0001.820             | Wörschach                       | .0000655                 |                           |
| Güns                       | Raab                 | links         | 2041   | HU Bgl               | .0000072          |                                                         | .0000703             | Redlschlag                       | .0000680              | Sárvár                          | .0000147                 | .0000002                  |
| Gurglbach                  | Inn                  | links         | 265    | Tir                  | .0000025          |                                                         | .0000191             | Fernpass                         | .0001.550             | Imst                            | .0000720                 | .0000002                  |
| Gurk                       | Drau                 | links         | 200167 | Ktn                  | .0000156          |                                                         | .0002.582            | Gurksee                          | .0001.970             | Stein im Jauntal                | .0000391                 | .0000030                  |
| Gurtenbach                 | Inn                  | rechts        | 668    | Ooe                  | .0000024          |                                                         | .0000101             | Mehrnbach                        | .0000480              | Obernberg am Inn                | .0000315                 |                           |
| Gusen                      | Donau                | links         | 960    | Ooe                  | .0000018          |                                                         | .0000294             | Breitenbruck                     | .0000280              | Langenstein                     | .0000245                 | .0000002                  |
| Halbach                    | Gölsen               |               | 301064 | Noe                  | .0000023          |                                                         | .0000092             | Kalte Kuchl                      | .0000720              | Rainfeld                        | .0000380                 |                           |
| Hametbach                  | Thaya                | rechts        | 300295 | Noe                  | .0000020          | mit Herbertsbrunngraben                                 |                      | Großkrut                         | .0000185              | Bernhardsthal                   | .0000145                 |                           |
| Hartberger Safen           | Safen                | links         | 600116 | Stm                  | .0000040          | Quellfluss                                              | .0000154             | Grafendorf bei Hartberg          | .0000559              | Sebersdorf                      | .0000290                 |                           |
| Haselbach                  | Donau                | links         | 799    | Ooe                  | .0000029          | mit Diesenleitenbach                                    | .0000045             | Althellmonsödt                   | .0000800              | Abwinden                        | .0000248                 |                           |
| Ill                        | Rhein                | rechts        | 804857 | Vbg                  | .0000075          | mit Silvretta-Stausee                                   | .0001.281            | Ochsentaler Gletscher            | .0002.240             | Meiningen                       | .0000429                 | .0000066                  |
| Ilz                        | Feistritz            | rechts        | 1945   | Stm                  | .0000053          |                                                         | .0000199             | Grazer Bergland                  | .0000710              | Großwilfersdorf                 | .0000265                 |                           |
| Ingeringbach               | Mur                  | links         | 2469   | Stm                  | .0000032          |                                                         | .0000209             | Kettentörl                       | .0001.783             | Knittelfeld                     | .0000627                 | .0000004                  |
| Inn                        | Donau                | rechts        | 219    | DE CH Ooe Tir        | .0000517          |                                                         | .0026.130            | Lunghinsee                       | .0002.564             | Passau                          | .0000289                 | .0000740                  |
| Innbach                    | Donau                | rechts        | 759    | Ooe                  | .0000059          |                                                         | .0000386             | Kohlgrube                        | .0000600              | Wilhering                       | .0000250                 | .0000001                  |
| Ipfbach                    | Donau                | rechts        | 953    | Ooe                  | .0000026          |                                                         | .0000086             | Schiedlberg                      | .0000368              | Asten                           | .0000240                 | .0000001                  |
| Isar                       | Donau                | rechts        | 186    | DE Tir               | .0000292          |                                                         | .0008.965            | Karwendel                        | .0001.160             | Deggendorf                      | .0000310                 | .0000175                  |
| Ischl                      | Traun                | links         | 821    | Ooe Sbg              | .0000020          | mit Wolfgangsee                                         | .0000252             | Strobl                           | .0000538              | Bad Ischl                       | .0000463                 | .0000011                  |
| Isel                       | Drau                 | links         | 2068   | Tir                  | .0000059          |                                                         | .0001.201            | Umbalkees                        | .0002.400             | Lienz                           | .0000673                 | .0000039                  |
| Kainach                    | Mur                  | rechts        | 2585   | Stm                  | .0000065          |                                                         | .0000852             | Roßbachkogel                     | .0001.710             | Wildon                          | .0000290                 |                           |
| Kalserbach                 | Isel                 | links         | 2094   | Tir                  | .0000026          |                                                         | .0000166             | Dorfersee                        | .0001.990             | Huben                           | .0000790                 | .0000002                  |
| Kalter Gang                | Schwechat            | rechts        | 300220 | Noe                  | .0000026          |                                                         | .0000091             | Ebreichsdorf                     | .0000209              | Schwechat                       | .0000162                 |                           |
| Kamp                       | Donau                | links         | 1373   | Noe Ooe              | .0000169          |                                                         | .0001.753            | Liebenau                         | .0000932              | Altenwörth                      | .0000180                 | .0000009                  |
| Kapruner Ache              | Salzach              | rechts        |        |                      | .0000020          |                                                         | .0000090             | Kapruner Törl                    | .0002.400             | Piesendorf                      | .0000754                 | .0000009                  |
| Katschbach                 | Mur                  | links         | 2431   | Stm                  | .0000031          |                                                         | .0000177             | Sauofen                          | .0001.930             | Katsch an der Mur               | .0000760                 |                           |
| Kettenbach                 | Aist                 | links         | 1173   | Ooe                  | .0000021          |                                                         | .0000058             | Schönau im Mühlkreis             | .0000710              | Hohensteg                       | .0000310                 |                           |
| Kettenbach                 | Moldau               | rechts        | 2689   | CZ Ooe               | .0000021          |                                                         | .0000108             | Lichtenstein                     | .0000815              | Vyšší Brod                      | .0000540                 | .0000001                  |
| Kieferbach                 | Inn                  | links         | 447    | DE Tir               | .0000024          |                                                         | .0000124             | Ursprungpass                     | .0001.221             | Kiefersfelden                   | .0000478                 | .0000003                  |
| Kleinarler Bach            | Salzach              | rechts        | 547    | Sbg                  | .0000031          | mit Jägergraben                                         |                      | Kleinarl                         | .0001.683             | St. Johann im Pongau            | .0000560                 |                           |
| Kleine Erlauf              | Erlauf               | links         | 301052 | Noe                  | .0000040          |                                                         | .0000171             | Gaming                           | .0000880              | Wieselburg                      | .0000255                 |                           |
| Kleine Gusen               | Gusen                |               | 968    | Ooe                  | .0000027          | Quellfluss                                              | .0000110             | Tischberg                        |                       | Breitenbruck                    | .0000280                 | .0000001                  |
| Kleine Krems               | Große Krems          | rechts        | 300077 | Noe                  | .0000027          |                                                         |                      | Kirchschlag                      | .0000882              | Burg Hartenstein                | .0000465                 |                           |
| Kleine Mühl                | Donau                | links         | 715    | Ooe                  | .0000033          |                                                         | .0000201             | Ulrichsberg                      | .0000680              | Kirchberg ob der Donau          | .0000284                 | .0000003                  |
| Kleine Naarn               | Naarn                |               | 1191   | Ooe                  | .0000027          | Quellfluss                                              |                      | Liebenau (Oberösterreich)        | .0000975              | Steinbruckmühle                 | .0000450                 |                           |
| Kleine Rodl                | Rodl                 | rechts        | 791    | Ooe                  | .0000020          |                                                         |                      | Grubdorf                         | .0000780              | Rottenegg                       | .0000280                 |                           |
| Kleine Tulln               | Große Tulln          | rechts        | 300163 | Noe                  | .0000023          |                                                         | .0000071             | Rekawinkel                       | .0000430              | Judenau                         | .0000181                 |                           |
| Kleine Ybbs                | Ybbs                 | rechts        | 300057 | Noe                  | .0000023          | Oberlauf Schwarze Ois                                   | .0000112             | Schwarzois                       | .0000588              | Kreilhof                        | .0000362                 |                           |
| Kleine Ysper               | Ysper                | links         | 1223   | Noe Ooe              | .0000026          | mit Angerbach                                           |                      | Bärnkopf                         | .0000977              | Gleisen                         | .0000278                 |                           |
| Kleiner Kamp               | Kamp                 |               | 300096 | Noe                  | .0000027          | Quellfluss                                              | .0000155             |                                  | .0000880              | Ritterkamp                      | .0000580                 |                           |
| Kößlbach                   | Donau                | rechts        | 702    | Ooe                  | .0000024          |                                                         |                      | Münzkirchen                      | .0000470              | Freinberg                       | .0000295                 |                           |
| Krems                      | Traun                | links         | 939    | Ooe                  | .0000062          |                                                         | .0000378             | Kremsmauer                       | .0001.100             | Ebelsberg                       | .0000250                 | .0000006                  |
| Krimmler Ache              | Salzach              | rechts        | 491    | Sbg                  | .0000023          |                                                         | .0000111             | Krimmler Törl                    | .0002.520             | Vorderkrimml                    | .0000905                 | .0000006                  |
| Kristeinerbach             | Donau                | rechts        | 956    | Ooe                  | .0000029          |                                                         | .0000120             | Wolfern                          | .0000358              | Enghagen                        | .0000240                 |                           |
| Krumbach                   | Feistritz            | links         | 2381   | Ktn Stm              | .0000022          | mit Kreuzbach und Krennbach                             |                      | Koralpe                          | .0002.008             | Zweibach                        | .0000510                 |                           |
| Krumme Steyrling           | Steyr                | rechts        | 1141   | Ooe                  | .0000029          |                                                         | .0000136             | Windischgarsten                  | .0001.140             | Molln                           | .0000370                 | .0000004                  |
| Kutschenitza               | Mur                  | links         | 2675   | SI Stm               | .0000025          |                                                         | .0000053             | Sankt Anna am Aigen              | .0000340              | Radenci                         | .0000202                 |                           |
| Lahnbach bei Heiligenkreuz | Raab                 | links         | 1960   | HU Bgl               | .0000040          |                                                         |                      | Neustift bei Güssing             | .0000269              | Csákánydoroszló                 | .0000185                 |                           |
| Lafnitz                    | Raab                 | links         | 1899   | HU Bgl Stm           | .0000114          |                                                         | .0001.994            | Wenigzell                        | .0000930              | Szentgotthárd                   | .0000224                 |                           |
| Lainsitz                   | Moldau               | rechts        | 2698   | CZ Noe               | .0000208          |                                                         | .0004.226            | Karlstift                        | .0000980              | Neznašov                        | .0000350                 |                           |
| Laming                     | Mürz                 | rechts        | 2550   | Stm                  | .0000032          |                                                         | .0000154             | Trenchtling                      | .0001.720             | Laming                          | .0000487                 |                           |
| Lammer                     | Salzach              | rechts        | 561    | Sbg                  | .0000042          |                                                         | .0000395             | Tennengebirge                    | .0001.700             | Golling an der Salzach          | .0000480                 | .0000018                  |
| Lassingbach                | Salza                | rechts        | 1064   | Noe Stm              | .0000026          | mit Zellerbrunnbach                                     | .0000107             | Schwarzkogel                     | .0001.325             | Fachwerk                        | .0000547                 |                           |
| Laßnitz                    | Sulm                 | links         | 600020 | Stm                  | .0000066          | mit Niedere Laßnitz                                     | .0000496             | Handalm                          | .0001.650             | Leibnitz                        | .0000265                 |                           |
| Laudach                    | Alm                  | links         | 912    | Ooe                  | .0000023          |                                                         | .0000072             | Laudachsee                       | .0000894              | Bad Wimsbach                    | .0000372                 | .0000001                  |
| Laussabach                 | Enns                 | links         | 1076   | Ooe Stm              | .0000022          | mit Karbach                                             | .0000095             | Ennstaler Alpen                  | .0001.095             | Altenmarkt bei Sankt Gallen     | .0000410                 | .0000004                  |
| Lavant                     | Drau                 | links         | 2346   | Ktn Stm              | .0000073          |                                                         | .0000969             | Zirbitzkogel                     | .0002.053             | Lavamünd                        | .0000340                 | .0000012                  |
| Lech                       | Donau                | rechts        | 140    | DE Tir Vbg           | .0000256          | zum Teil in Bayern                                      | .0003.919            | Formarinsee                      | .0001.840             | Marxheim                        | .0000392                 | .0000114                  |
| Ledava                     | Mur                  | links         | 2676   | SI Bgl Stm           | .0000079          | nur zum Teil in Österreich                              | .0001.940            | Pichla                           | .0000380              | Lendava                         | .0000150                 |                           |
| Leibenbach                 | Sulm                 | links         | 2619   | Stm                  | .0000020          |                                                         |                      | Deutschlandsberg                 | .0000760              | Prarath                         | .0000298                 |                           |
| Leiblach                   | Bodensee             |               | 126    | DE Vbg               | .0000032          | zum Teil in Bayern                                      | .0000103             | Riedhirsch                       | .0000687              | Bregenz                         | .0000395                 | .0000003                  |
| Leitenbach                 | Aschach              | links         |        |                      | .0000020          |                                                         | .0000075             | Enzenkirchen                     | .0000531              | Waizenkirchen                   | .0000352                 | .0000001                  |
| Leitha                     | Moson-Donau          | rechts        | 1715   | HU Bgl Noe           | .0000180          |                                                         | .0002.138            | Haderswörth                      | .0000300              | Mosonmagyaróvár                 | .0000120                 | .0000008                  |
| Lessach                    | Südliche Taurach     | links         | 2399   | Sbv                  | .0000021          |                                                         |                      | Schladminger Tauern              | .0002.100             | Wölting                         | .0001.032                |                           |
| Leutascher Ache            | Isar                 | links         | 196    | DE Tir               | .0000030          |                                                         | .0000111             | Mieminger Gebirge                | .0001.829             | Mittenwald                      | .0000920                 | .0000004                  |
| Liebochbach                | Kainach              | links         | 2601   | Stm                  | .0000030          |                                                         | .0000066             | Plesch                           | .0000879              | Lieboch                         | .0000323                 |                           |
| Lieser                     | Drau                 | links         | 200074 | Ktn                  | .0000050          |                                                         | .0001.036            | Hafnergruppe                     | .0001.900             | Spittal an der Drau             | .0000529                 | .0000022                  |
| Liesing                    | Mur                  | links         | 600175 | Stm                  | .0000039          |                                                         | .0000339             | Seckauer Tauern                  | .0001.130             | Sankt Michael in Obersteiermark | .0000579                 | .0000006                  |
| Liesing                    | Schwechat            | links         | 1534   | Noe Wie              | .0000030          |                                                         | .0000117             | Perchtoldsdorf                   | .0000520              | Schwechat                       | .0000158                 |                           |
| Litz                       | Ill                  | rechts        | 804733 | Vbg                  | .0000025          |                                                         | .0000101             | Verwall                          | .0001.800             | Schruns                         | .0000680                 |                           |
| Lochbach                   | Ach                  | links         |        | Ooe                  | .0000018          |                                                         |                      | Leitrachstetten                  | .0000465              | Mining                          | .0000330                 |                           |
| Loferbach                  | Saalach              | rechts        | 618    | Sbg, Tir             | .0000027          |                                                         | .0000107             | Loferer und Leoganger Steinberge | .0001.387             | Lofer                           | .0000620                 | .0000002                  |
| Loisach                    | Isar                 | rechts        | 214    | DE Tir               | .0000113          |                                                         | .0001.090            | Biberwier                        | .0001.060             | Pupplinger Au                   | .0000565                 | .0000056                  |
| Lonka                      | Südliche Taurach     | links         | 2395   | Sbg                  | .0000024          |                                                         | .0000093             | Oberhüttensee                    | .0002.020             | Mariapfarr                      | .0001.070                |                           |
| Lungitzbach                | Lafnitz              | rechts        | 600107 | Stm                  | .0000027          |                                                         |                      | Eichberg                         | .0000668              | Wörth an der Lafnitz            | .0000310                 |                           |
| Lutz                       | Ill                  | rechts        | 804721 | Vbg                  | .0000030          | mit Lägerzunbach                                        | .0000180             | Buchboden                        | .0001.925             | Nenzing                         | .0000530                 |                           |
| Mährische Thaya            | Thaya                | links         | 1603   | CZ Noe               | .0000068          |                                                         | .0000630             | Stajiště                         | .0000653              | Raabs an der Thaya              | .0000405                 |                           |
| Mallnitzbach               | Möll                 | links         | 200067 | Ktn                  | .0000022          |                                                         | .0000121             | Mallnitzer Tauern                | .0002.400             | Obervellach                     | .0000680                 |                           |
| Malta                      | Lieser               | rechts        | 200085 | Ktn                  | .0000028          |                                                         | .0000269             | Galgenbichlspeicher              | .0001.655             | Gmünd in Kärnten                | .0000732                 | .0000004                  |
| Maltsch                    | Moldau               | rechts        | 2695   | CZ Ooe               | .0000089          |                                                         | .0000979             | Sandl                            | .0000915              | Budweis                         | .0000385                 | .0000007                  |
| Mank                       | Melk                 | rechts        | 300061 | Noe                  | .0000027          |                                                         | .0000128             | Plankenstein                     | .0000640              | St. Leonhard am Forst           | .0000235                 |                           |
| March                      | Donau                | links         | 1573   | CZ SK Noe            | .0000358          |                                                         | .0026.734            | Glatzer Schneeberg               | .0001.380             | Bratislava                      | .0000135                 | .0000108                  |
| Mattig                     | Inn                  | rechts        | 642    | Ooe Sbg              | .0000055          | mit Obertrumer See und Grabensee                        | .0000448             | Elixhausen                       | .0000560              | Braunau am Inn                  | .0000337                 | .0000005                  |
| Melach                     | Inn                  | rechts        | 313    | Tir                  | .0000023          | mit Längentalerbach                                     | .0000245             | Lüsenstal                        | .0001.708             | Unterperfuss                    | .0000587                 | .0000004                  |
| Melk                       | Donau                | rechts        | 300057 | Noe                  | .0000039          |                                                         | .0000293             | St. Anton an der Jeßnitz         | .0000802              | Melk                            | .0000201                 |                           |
| Meng                       | Ill                  | links         | 804720 | Vbg                  | .0000020          |                                                         |                      | Naafkopf                         | .0002.154             | Nenzing                         | .0000510                 |                           |
| Metnitz                    | Gurk                 | links         | 200184 | Ktn                  | .0000044          |                                                         | .0000471             | Priewaldalm                      | .0001.230             | Pöckstein-Zwischenwässern       | .0000580                 | .0000005                  |
| Mettmacher Ache            | Ach                  | links         | 662    | Ooe                  | .0000024          |                                                         | .000000              | Viehberg                         | .0000542              | Wagham                          | .0000371                 |                           |
| Mieß                       | Drau                 | rechts        | 200436 | SI Ktn               | .0000043          |                                                         | .0000573             | Eisenkappel                      | .0001.358             | Dravograd                       | .0000335                 |                           |
| Mixnitzbach                | Mur                  | links         | 2555   | Stm                  | .0000021          |                                                         | .0000029             | Plankogel                        | .0001.416             | Mixnitz                         | .0000439                 | .0000001                  |
| Mödlingbach                | Schwechat            | links         | 300213 | Noe                  | .0000030          |                                                         | .0000165             | Wienerwald                       | .0000505              | Achau                           | .0000172                 |                           |
| Möll                       | Drau                 | links         | 200049 | Ktn                  | .0000084          |                                                         | .0001.101            | Pasterze                         | .0002.500             | Möllbrücke                      | .0000549                 | .0000025                  |
| Moosache                   | Salzach              | rechts        | 629    | Ooe Sbg              | .0000024          |                                                         | .0000088             | Ibmer Moor                       | .0000424              | Riedersbach                     | .0000283                 | .0000001                  |
| Moosbach                   | Lochbach             | links         | 666    | Ooe                  | .0000024          |                                                         |                      | Schlagereck                      | .0000608              | Weng im Innkreis                | .0000370                 |                           |
| Mühlkamp                   | Kamp                 | links         | 300143 | Noe                  | .0000021          |                                                         |                      | Hadersdorf am Kamp               | .0000190              | Altenwörth                      | .0000180                 |                           |
| Mur                        | Drau                 | links         | 2384   | SI HR Stm            | .0000464          |                                                         | .0014.109            | Schmalzgrube                     | .0002.050             | Legrad                          | .0000130                 | .0000147                  |
| Mürz                       | Mur                  | links         | 2515   | Noe Stm              | .0000084          |                                                         | .0001.505            | Frein an der Mürz                | .0001.352             | Bruck an der Mur                | .0000490                 | .0000022                  |
| Naarn                      | Donau                | links         | 1185   | Ooe                  | .0000045          | mit Großer Naarn und Diesmüllerbach                     | .0000380             | Rubener Teich                    | .0000970              | Mitterkirchen im Machland       | .0000220                 | .0000004                  |
| Neue Donau                 | Donau                | links         | 1269   | Noe Wie              | .0000022          | Entlastungsrinne                                        |                      | Langenzersdorf                   | .0000155              | Mannswörth                      | .0000150                 |                           |
| Neumühlbach                | Lainsitz             | rechts        | 2719   | CZ Noe               | .0000043          |                                                         | .0000125             | Česká Kanada                     | .0000678              | Majdalena                       | .0000438                 |                           |
| Nikitschbach               | Ikva                 | rechts        | 1852   | HU Bgl               | .0000058          |                                                         |                      | Kleinwarasdorf                   | .0000260              | Agyagosszergény                 | .0000115                 |                           |
| Nördliche Taurach          | Enns                 | rechts        | 979    | Sbg                  | .0000027          |                                                         | .0000088             | Obertauern                       | .0001.664             | Radstadt                        | .0000822                 |                           |
| Oichten                    | Salzach              | rechts        | 625    | Ooe Sbg              | .0000022          |                                                         | .0000041             | Gietzing                         | .0000495              | Oberndorf bei Salzburg          | .0000390                 | .0000001                  |
| Olsa                       | Metnitz              | links         | 2278   | Ktn Stm              | .0000029          | mit Perchauerbach                                       | .0000199             | Perchau am Sattel                | .0001.770             | Friesach                        | .0000630                 | .0000002                  |
| Osterbach                  | Ranna                |               |        |                      | .0000020          |                                                         | .0000070             | Kohlstatt                        | .0000740              | Oberkappel                      | .0000500                 |                           |
| Osternach                  | Antiesen             | rechts        | 681    | Ooe                  | .0000026          |                                                         |                      | Peterskirchen                    | .0000500              | Ort im Innkreis                 | .0000350                 |                           |
| Ottersbach                 | Saßbach              | links         | 2663   | Stm                  | .0000027          |                                                         |                      | Sankt Stefan im Rosental         | .0000420              | Eichfeld                        | .0000235                 |                           |
| Ottnanger Redlbach         | Ager                 | links         | 893    | Ooe                  | .0000021          |                                                         | .0000061             | Mitterarming                     | .0000640              | Erlau                           | .0000380                 |                           |
| Ötztaler Ache              | Inn                  | rechts        | 276    | Tir                  | .0000067          | mit Venter Ache und Rofenache                           | .0000894             | Hintereisferner                  | .0002.500             | Ötztal-Bahnhof                  | .0000676                 | .0000031                  |
| Palten                     | Enns                 | rechts        | 1029   | Stm                  | .0000038          |                                                         | .0000377             | Speikkogel                       | .0001.340             | Selzthal                        | .0000655                 |                           |
| Perschling                 | Donau                | rechts        | 300983 | Noe                  | .0000045          |                                                         | .0000286             | Perschenegg                      | .0000670              | Kleinschönbichl                 | .0000178                 |                           |
| Pesenbach                  | Donau                | links         | 780    | Ooe                  | .0000036          |                                                         | .0000104             | Pesenbach                        | .0000630              | Ottensheim                      | .0000255                 | .0000001                  |
| Pfudabach                  | Pram                 | rechts        | 691    | Ooe                  | .0000022          |                                                         | .0000096             | Sauwald                          | .0000710              | Taufkirchen an der Pram         | .0000330                 | .0000001                  |
| Pielach                    | Donau                | rechts        | 301004 | Noe                  | .0000074          |                                                         | .0000593             | Annaberg                         | .0000976              | Melk                            | .0000200                 | .0000007                  |
| Piesting                   | Fischa               | links         | 301021 | Noe                  | .0000077          |                                                         | .0000348             | Schneeberg                       | .0001.180             | Gramatneusiedl                  | .0000177                 |                           |
| Pinka                      | Raab                 | links         | 1963   | HU Bgl Stm           | .0000099          |                                                         | .0001.299            | Niederwechsel                    | .0001.480             | Körmend                         | .0000190                 |                           |
| Pitten                     | Leitha               |               | 300344 | Noe                  | .0000024          |                                                         | .0000413             | Höll                             | .0000435              | Haderswörth                     | .0000300                 | .0000003                  |
| Pitze                      | Inn                  | rechts        | 270    | Tir                  | .0000041          |                                                         | .0000309             | Mittelbergferner                 | .0002.400             | Karres                          | .0000705                 | .0000004                  |
| Pöllauer Safen             | Safen                |               | 1923   | Stm                  | .0000037          | Quellfluss                                              | .0000179             | Rabenwaldkogel                   | .0001.040             | Sebersdorf                      | .0000290                 |                           |
| Pöls                       | Mur                  | links         | 600210 | Stm                  | .0000056          |                                                         | .0000488             | Rottenmanner und Wölzer Tauern   | .0001.724             | Zeltweg                         | .0000650                 |                           |
| Poppendorfer Bach          | Gnasbach             | links         | 600045 | Stm                  | .0000020          |                                                         |                      | Hirsdorf                         | .0000335              | Deutsch Goritz                  | .0000230                 |                           |
| Poschbach                  | Metőc-patak          | rechts        | 2811   | HU Bgl               | .0000022          |                                                         |                      | Nikitsch                         | .0000255              | Simaság                         | .0000155                 |                           |
| Pößnitz                    | Drau                 | links         | 2382   | Stm                  | .0000070          |                                                         |                      | Pößnitz                          | .0000438              | Ormož                           | .0000190                 |                           |
| Poybach                    | Zaya                 | links         | 300311 | Noe                  | .0000021          |                                                         | .0000086             | Föllim                           | .0000265              | Prinzendorf an der Zaya         | .0000172                 |                           |
| Pram                       | Inn                  | rechts        | 685    | Ooe                  | .0000056          |                                                         | .0000382             | Geiersberg                       | .0000620              | Schärding                       | .0000304                 | .0000005                  |
| Prien                      | Chiemsee             |               |        | DE Tir               | .0000046          |                                                         | .0000262             | Erl                              | .0001.140             | Chiemsee                        | .0000518                 | .0000004                  |
| Pulkau                     | Thaya                | rechts        | 300273 | Noe                  | .0000068          |                                                         | .0000534             | Ludweishofen                     | .0000533              | Laa an der Thaya                | .0000183                 | .0000001                  |
| Purzelkamp                 | Kamp                 | rechts        | 300115 | Noe                  | .0000038          | mit Stausee Ottenstein                                  | .0000102             | Schöpfermühle                    | .0000495              | Hummelberg                      | .0000860                 |                           |
| Pusterwaldbach             | Pöls                 | rechts        | 600212 | Stm                  | .0000028          |                                                         |                      | Eiskar                           | .0002.075             | Möderbrugg                      | .0000915                 |                           |
| Raab                       | Moson-Donau          | rechts        | 1855   | HU Bgl Stm           | .0000324          |                                                         | .0010.401            | Osser                            | .0001.150             | Győr                            | .0000118                 | .0000018                  |
| Rabnitz                    | Moson-Donau          | rechts        | 1783   | HU Bgl Noe           | .0000124          | mit Spratzbach                                          | .0004.506            | Kaltenberg                       | .0000810              | Győr                            | .0000105                 |                           |
| Rabnitzbach                | Raab                 |               | 1862   | Stm                  | .0000028          | Quellfluss                                              | .0000131             | Schöckl                          | .0001.000             | Gleisdorf                       | .0000344                 |                           |
| Raidingbach                | Stooberbach          | links         | 1810   | Bgl                  | .0000030          |                                                         | .0000066             | Brenntenriegel                   | .0000460              | Strebersdorf                    | .0000205                 |                           |
| Ramingbach                 | Enns                 | rechts        | 1150   | Noe Ooe              | .0000023          |                                                         | .0000071             | Bischofberg                      | .0000700              | Steyr                           | .0000283                 | .0000002                  |
| Ramsauer Ache              | Berchtesgadener Ache | links         | 500691 | DE Sbg               | .0000022          | mit Klausbach                                           | .0000173             | Hirschbichl                      | .0001.256             | Berchtesgaden                   | .0000555                 | .0000005                  |
| Ranna                      | Donau                | links         | 706    | Ooe                  | .0000028          |                                                         | .0000133             | Sonnen                           | .0000815              | Niederranna                     | .0000285                 | .0000003                  |
| Rantenbach                 | Mur                  | links         | 2421   | Stm                  | .0000035          |                                                         | .0000189             | Predigtstuhl                     | .0002.050             | Murau                           | .0000795                 | .0000004                  |
| Rauriser Ache              | Salzach              | rechts        | 501305 | Stm                  | .0000021          | mit Hüttwinklache                                       |                      | Kolm-Saigurn                     | .0002.400             | Taxenbach                       | .0000689                 | .0000009                  |
| Rechnitzbach               | Aranty-patak         | links         | 2749   | HU Bgl               | .0000026          |                                                         |                      | Rechnitz                         | .0000405              | Buscu                           | .0000248                 |                           |
| Reichramingbach            | Enns                 | links         | 1095   | Ooe                  | .0000030          |                                                         | .0000171             | Reichraminger Hintergebirge      | .0000870              | Reichraming                     | .0000351                 | .0000006                  |
| Reinerdorfer Bach          | Lahnbach (Raab)      | links         | 1959   | HU Bgl               | .0000029          | mit Dragenbach                                          |                      | Neustift bei Güssing             | .0000280              | Vasszentmihály                  | .0000205                 |                           |
| Reißbach                   | Lainsitz             | rechts        | 2716   | CZ Noe               | .0000046          |                                                         | .0000152             | Česká Kanada                     | .0000668              | Suchdol nad Lužnicí             | .0000443                 |                           |
| Reisenbach                 | Fischa               | rechts        | 300229 | Noe                  | .0000028          |                                                         |                      | Pottendorf                       | .0000213              | Enzersdorf an der Fischa        | .0000155                 |                           |
| Rhein                      | Nordsee              |               | 1      | CH DE NL Vbg         | .0001.233         |                                                         | .0185.000            | Rheinquelle                      | .0002.345             | Rotterdam                       | .0000000                 | .0002.900                 |
| Rißbach                    | Isar                 | rechts        | 197    | DE Tir               | .0000030          |                                                         | .0000217             | Eng                              | .0001.200             | Vorderriß                       | .0000780                 | .0000009                  |
| Rittschein                 | Lafnitz              | rechts        | 600085 | Bgl Stm              | .0000032          | mit Mayerbach                                           | .0000138             | Markt Hartmannsdorf              | .0000319              | Königsdorf                      | .0000228                 |                           |
| Rodl                       | Donau                | links         | 785    | Ooe                  | .0000042          |                                                         | .0000268             | Sternstein                       | .0000980              | Ottensheim                      | .0000255                 | .0000003                  |
| Romaubach                  | Braunaubach          | links         | 2709   | CZ Noe               | .0000026          |                                                         |                      | Návary                           | .0000652              | Aalfang                         | .0000529                 |                           |
| Rosanna                    | Sanna                |               | 246    | Tir                  | .0000042          | Quellfluss                                              | .0000276             | Verwall                          | .0002.597             | Tobadill                        | .0000870                 | .0000009                  |
| Rotlech                    | Lech                 | rechts        |        | Tir                  | .0000020          |                                                         | .0000087             | Heiterwand                       | .0001.580             | Weißenbach am Lech              | .0000877                 |                           |
| Ruetz                      | Sill                 | links         | 344    | Tir                  | .0000037          | mit Fernaubach                                          | .0000321             | Mutterbergalm                    | .0001.728             | Stephansbrücke                  | .0000661                 | .0000005                  |
| Rußbach                    | Donau                | links         | 300234 | Noe                  | .0000074          |                                                         | .0000580             | Karnabrunn                       | .0000300              | Hainburg an der Donau           | .0000140                 |                           |
| Saalach                    | Salzach              | links         | 596    | DE Sbg Tir           | .0000106          |                                                         | .0001.161            | Gamshag                          | .0001.998             | Saalachspitz                    | .0000408                 | .0000039                  |
| Safen                      | Lafnitz              | rechts        | 1923   | Stm                  | .0000014          | Vorfluter von Pöllauer Safen und Hartberger Safen       | .0000381             | Sebersdorf                       | .0000290              | Deutsch Kaltenbrunn             | .0000255                 |                           |
| Saggau                     | Sulm                 | rechts        | 600025 | Stm                  | .0000025          |                                                         | .0000230             | Eibiswald                        | .0000379              | Großklein                       | .0000280                 |                           |
| Salza                      | Enns                 | rechts        | 1053   | Noe Stm              | .0000090          |                                                         | .0000868             | Ulreichsberg                     | .0001.139             | Großreifling                    | .0000449                 | .0000021                  |
| Salza                      | Enns                 | links         | 1007   | Stm                  | .0000028          |                                                         |                      | Großes Tragl                     | .0001.268             | Niederöblarn                    | .0000640                 |                           |
| Salzach                    | Inn                  | rechts        | 489    | DE Ooe Sbg           | .0000225          |                                                         | .0006.704            | Salzachgeier                     | .0002.300             | Haiming                         | .0000344                 | .0000252                  |
| Sanna                      | Inn                  | links         | 250    | Tir                  | .0000007          | Vorfluter von Trisanna und Rosanna                      | .0000728             | Tobadill                         | .0000870              | Landeck                         | .0000775                 | .0000020                  |
| Sarmingbach                | Donau                | links         | 1219   | Noe Ooe              | .0000023          |                                                         | .0000055             | St. Georgen am Walde             | .0000850              | Sarmingstein                    | .0000230                 |                           |
| Saßbach                    | Mur                  | links         | 2661   | Stm                  | .0000039          |                                                         | .0000165             | Trössengraben                    | .0000374              | Gosdorf                         | .0000223                 |                           |
| Schmida                    | Donau                | links         | 300169 | Noe                  | .0000078          |                                                         | .0000484             | Harmannsdorf                     | .0000370              | Korneuburg                      | .0000175                 |                           |
| Schwarza                   | Leitha               |               | 300329 | Noe                  | .0000066          | Quellfluss                                              | .0000718             | Tiefental                        | .0000694              | Haderswörth                     | .0000301                 |                           |
| Schwarzach                 | Isel                 | rechts        | 2085   | Tir                  | .0000044          |                                                         | .0000321             | Kemetspitze                      | .0002.480             | Huben                           | .0000800                 | .0000008                  |
| Schwarzau                  | Maltsch              | rechts        | 2697   | CZ Noe               | .0000028          |                                                         | .0000128             | Nebelstein                       | .0000823              | Kaplice                         | .0000510                 |                           |
| Schwarzaubach              | Mur                  | links         | 600034 | Stm                  | .0000031          | mit Zerlachbach                                         | .0000144             | Edelstauden                      | .0000477              | Weitersfeld an der Mur          | .0000233                 | .0000001                  |
| Schwarze Sulm              | Sulm                 | links         | 2616   | Stm                  | .0000037          | Quellfluss                                              | .0000102             | Koralpe                          | .0001.715             | Gasselsdorf                     | .0000304                 |                           |
| Schwechat                  | Donau                | rechts        | 300205 | Noe                  | .0000070          | mit Lammeraubach                                        | .0001.182            | Schellhof                        | .0000548              | Schwechat                       | .0000162                 | .0000008                  |
| Schwemmbach                | Mattig               | rechts        | 647    | Ooe                  | .0000036          |                                                         | .0000222             | Waldzell                         | .0000700              | Uttendorf                       | .0000418                 | .0000001                  |
| Seebach                    | Drau                 | links         | 200018 | Ktn                  | .0000005          | Vorfluter der Tiebel und Ausfluss aus dem Ossiacher See | .0000230             | Landskron                        | .0000501              | St. Magdalen                    | .0000485                 | .0000003                  |
| Seebsbach                  | Thaya                | rechts        | 300264 | Noe                  | .0000027          |                                                         | .0000116             | Göpfritz an der Wild             | .0000581              | Raabs an der Thaya              | .0000397                 |                           |
| Senningbach                | Krumpenwasser        | links         | 300190 | Noe                  | .0000031          |                                                         | .0000173             | Merkersdorf                      | .0000280              | Stockerau                       | .0000170                 |                           |
| Sierning                   | Pielach              | links         | 300069 | Noe                  | .0000022          |                                                         | .0000099             | Simmetsberg                      | .0000560              | Eibelsau                        | .0000234                 |                           |
| Sierning                   | Schwarza             | links         | 301086 | Noe                  | .0000025          | mit Schoberbach                                         | .0000114             | Dürre Wand                       |                       | Ternitz                         | .0000390                 |                           |
| Silberbach                 | Gurk                 | links         | 200196 | Ktn                  | .0000027          |                                                         | .0000088             | Guttaring                        | .0001.335             | Passering                       | .0000535                 |                           |
| Sill                       | Inn                  | rechts        | 326    | Tir                  | .0000044          |                                                         | .0000855             | Gries am Brenner                 | .0002.342             | Innsbruck                       | .0000565                 | .0000025                  |
| Sipbach                    | Traun                | rechts        | 935    | Ooe                  | .0000034          |                                                         |                      | Voitsdorf                        | .0000508              | Haid                            | .0000265                 |                           |
| Södingbach                 | Kainach              | links         | 2600   | Stm                  | .0000035          |                                                         | .0000105             | Södingberg                       | .0001.177             | Mooskirchen                     | .0000335                 |                           |
| Sölkbach                   | Enns                 | rechts        | 600246 | Stm                  | .0000028          | mit Großsölkbach                                        | .0000286             | Haseneckscharte                  | .0002.040             | Stein an der Enns               | .0000672                 |                           |
| Stainzbach                 | Laßnitz              | links         | 2639   | Stm                  | .0000030          |                                                         | .0000175             | Reinischkogel                    | .0001.390             | Wettmannstätten                 | .0000284                 | .0000002                  |
| Steinerne Mühl             | Große Mühl           | links         | 734    | CZ Ooe               | .0000026          |                                                         | .0000138             | Svatý Tomáš                      | .0000940              | Haslach an der Mühl             | .0000520                 | .0000002                  |
| Stempfelbach               | March                | rechts        | 300325 | Noe                  | .0000026          |                                                         | .0000175             | Markgrafneusiedl                 | .0000151              | Markthof                        | .0000138                 |                           |
| Steyr                      | Enns                 | links         | 1111   | Ooe                  | .0000068          |                                                         | .0000917             | Hinterstoder                     | .0000850              | Steyr                           | .0000290                 | .0000036                  |
| Stiefing                   | Mur                  | links         | 2607   | Stm                  | .0000042          |                                                         | .0000153             | Schemerlhöhe                     | .0000454              | Gabersdorf                      | .0000265                 | .0000001                  |
| Stögersbach                | Lafnitz              |               | 1910   |                      | .0000035          |                                                         |                      | Friedberg                        | .0000915              | Wörterberg                      | .0000315                 |                           |
| Stooberbach                | Rabnitz              | links         | 1796   | Bgl Noe              | .0000034          | mit Schwarzenbach                                       |                      | Schwarzenbach                    | .0000382              | Strebersdorf                    | .0000202                 |                           |
| Strem                      | Pinka                | rechts        | 2011   | HU Bgl               | .0000059          |                                                         | .0000435             | Markt Allhau                     | .0000400              | Kemestaródfa                    | .0000195                 | .0000001                  |
| Strobnitz                  | Maltsch              | rechts        | 6538   | CZ Noe               | .0000054          |                                                         | .0000400             | Lauterbach                       | .0000780              | Dolní Stropnice                 | .0000410                 |                           |
| Stübingbach                | Mur                  | rechts        | 2564   | Stm                  | .0000022          |                                                         |                      | Lavanttaler Alpen                | .0001.070             | Kleinstübing                    | .0000388                 |                           |
| Stullneggbach              | Leibenbach           | rechts        | 2620   | Stm                  | .0000025          |                                                         |                      | Glashütten                       | .0001.290             | Aigen                           | .0000332                 |                           |
| Subersach                  | Bregenzer Ach        | rechts        | 804687 | Vbg                  | .0000027          |                                                         |                      | Hählekopf                        | .0001.700             | Egg                             | .0000502                 |                           |
| Südliche Taurach           | Mur                  | links         | 2393   | Sbg                  | .0000033          |                                                         | .0000381             | Radstädter Tauernpass            | .0001.820             | Tamsweg                         | .0001.008                |                           |
| Sulm                       | Mur                  | links         | 2612   | Stm                  | .0000029          |                                                         | .0001.121            | Gasselsdorf                      | .0000304              | Retznei                         | .0000261                 | .0000016                  |
| Sulzbach                   | March                | rechts        |        |                      | .0000018          |                                                         | .0000158             | Obersulz                         | .0000212              | Dürnkrut                        | .0000145                 |                           |
| Sulzbach                   | Mur                  | links         | 600047 | Stm                  | .0000023          | mit Klausenbach                                         |                      | Klausen                          | .0000395              | Unterau                         | .0000220                 |                           |
| Sulzbach                   | Krems                | rechts        | 941    | Ooe                  | .0000021          |                                                         | .0000080             | Nußbach                          | .0000605              | Halbarting                      | .0000312                 | .0000001                  |
| Taffa                      | Kamp                 | links         | 300126 | Noe                  | .0000029          | mit Großer Taffa                                        | .0000252             | Nondorf an der Wild              | .0000520              | Rosenburg                       | .0000256                 | .0000001                  |
| Taschlbach                 | Zaya                 | rechts        |        |                      | .0000018          |                                                         | .0000108             | Dörfles                          | .0000327              | Paasdorf                        | .0000199                 |                           |
| Tauchenbach                | Pinka                | links         | 1983   | Bgl Noe              | .0000041          |                                                         | .0000188             | Hutwisch                         | .0000733              | Burg                            | .0000243                 |                           |
| Tauernbach                 | Isel                 | links         | 2076   | Tir                  | .0000022          | mit Gschlößbach                                         | .0000221             | Felber Tauern                    | .0002.270             | Matrei in Osttirol              | .0000930                 | .0000004                  |
| Tauscherbach               | Einser-Kanal         | rechts        | 1845   | HU Bgl               | .0000058          | später Ikva                                             | .0000676             | Rohrbach bei Mattersburg         | .0000475              | Tőzeggyármajor                  | .0000115                 | .0000002                  |
| Taxenbach                  | Deutsche Thaya       | links         | 1591   | CZ Noe               | .0000013          |                                                         | .0000158             | Rožnov                           | .0000663              | Peigarten                       | .0000461                 |                           |
| Teichl                     | Steyr                | rechts        | 1118   | Ooe                  | .0000033          |                                                         | .0000239             | Wurzeralm                        | .0001.422             | Steyrbrücke                     | .0000460                 | .0000010                  |
| Teigitsch                  | Kainach              | rechts        | 2592   | Stm                  | .0000044          |                                                         | .0000282             | Peterer Riegel                   | .0001.812             | Krottendorf-Gaisfeld            | .0000363                 |                           |
| Thauabach                  | Deutsche Thaya       | rechts        | 300245 | Noe                  | .0000076          |                                                         | .0000107             | Göpfritz an der Wild             | .0000580              | Windigsteig                     | .0000490                 |                           |
| Thaya                      | March                | rechts        | 1574   | CZ Noe               | .0000235          |                                                         | .0012.772            | Raabs an der Thaya               | .0000410              | Hohenau an der March            | .0000148                 | .0000044                  |
| Thomatalerbach             | Mur                  | rechts        | 2402   | Sbg                  | .0000024          | mit Feldbach                                            |                      | Dr.-Josef-Mehrl-Hütte            | .0001.720             | Madling                         | .0000980                 |                           |
| Thörlbach                  | Mürz                 | rechts        | 600146 | Stm                  | .0000037          |                                                         | .0000341             | Hohe Veitsch                     | .0001.091             | Kapfenberg                      | .0000496                 |                           |
| Thumeritzbach              | Thaya                | rechts        | 300268 | Noe                  | .0000029          |                                                         | .0000092             | Irnfritz                         | .0000557              | Drosendorf                      | .0000364                 |                           |
| Tiebel                     | Seebach              |               | 200019 | Ktn                  | .0000022          | mit Ossiacher See                                       | .0000091             | Himmelberg                       | .0000932              | Steindorf                       | .0000501                 | .0000002                  |
| Tiroler Achen              | Chiemsee             |               | 455    | DE Sbg Tir           | .0000076          |                                                         | .0000952             | Pass Thurn                       | .0001.797             | Chiemsee                        | .0000518                 | .0000036                  |
| Traisen                    | Donau                | rechts        | 301054 | Noe                  | .0000087          |                                                         | .0000915             | Kernhofer Gscheid                | .0001.130             | Kraftwerk Altenwörth            | .0000180                 | .0000014                  |
| Trattnach                  | Innbach              | links         | 769    | Ooe                  | .0000041          |                                                         | .0000196             | Geboltskirchen                   | .0000620              | Wallern an der Trattnach        | .0000285                 | .0000050                  |
| Traun                      | Donau                | rechts        | 805    | Ooe Stm              | .0000156          | mit Traunsee, Hallstätter See, Grundlsee, Toplitzsee    | .0004.277            | Traun-Ursprung                   | .0000940              | Linz                            | .0000251                 | .0000133                  |
| Traun                      | Alz                  | rechts        | 488    | DE Sbg               | .0000055          | mit Weiße Traun und Fischbach                           | .0000380             | Winklmoos-Alm                    | .0001.180             | Altenmarkt an der Alz           | .0000487                 | .0000013                  |
| Triesting                  | Schwechat            | rechts        | 301014 | Noe                  | .0000064          |                                                         | .0000388             | Klammhöhe                        | .0000618              | Achau                           | .0000172                 |                           |
| Trisanna                   | Sanna                |               | 251    | Tir                  | .0000046          | mit Bieltalbach                                         | .0000409             | Totenfeldscharte                 | .0002.630             | Tobadill                        | .0000870                 | .0000009                  |
| Turrach                    | Mur                  | rechts        | 2406   | Ktn Stm              | .0000022          | mit Geißeneckbach                                       | .0000134             | Turracher Höhe                   | .0002.091             | Predlitz                        | .0000926                 | .0000003                  |
| Tuxbach                    | Zemmbach             | links         |        | Tir                  | .0000018          |                                                         | .0000133             | Tuxer Joch                       | .0001.748             | Finkenberg                      | .0000643                 | .0000004                  |
| Übelbach                   | Mur                  | rechts        | 2561   | Stm                  | .0000028          |                                                         |                      | Speikkogel                       | .0001.770             | Deutschfeistritz                | .0000400                 |                           |
| Unrechttraisen             | Traisen              | rechts        | 301057 | Noe                  | .0000028          | Quellfluss                                              |                      | St. Aegyd am Neuwalde            | .0000973              | Freiland                        | .0000400                 |                           |
| Url                        | Ybbs                 | links         | 301037 | Noe                  | .0000042          |                                                         | .0000260             | Bischofberg                      | .0000642              | Greinsfurt                      | .0000270                 | .0000002                  |
| Urslaubach                 | Saalach              | rechts        | 603    | Sbg                  | .0000021          |                                                         |                      | Hochkönig                        | .0001.700             | Saalfelden am Steinernen Meer   | .0000720                 |                           |
| Vellach                    | Drau                 | rechts        | 200163 | Ktn                  | .0000030          |                                                         | .0000223             | Vellacher Kotschna               | .0001.062             | Gallizien                       | .0000391                 | .0000006                  |
| Villgratenbach             | Drau                 | links         | 2058   | Tir                  | .0000025          |                                                         | .0000177             | Villgratner Berge                | .0002.418             | Panzendorf                      | .0001.072                | .0000001                  |
| Vils                       | Lech                 | links         | 183    | DE Tir               | .0000036          | mit Vilsalpsee                                          | .0000199             | Jubiläumsweg (Allgäuer Alpen)    | .0001.658             | Vils                            | .0000803                 | .0000008                  |
| Vöckla                     | Ager                 | links         | 867    | Ooe Sbg              | .0000047          |                                                         | .0000446             | Mondseeberg                      | .0000750              | Vöcklabruck                     | .0000418                 | .0000009                  |
| Vordernberger Bach         | Mur                  | links         | 600171 | Stm                  | .0000025          | mit Handlgrabenbach                                     |                      | Leobner Hütte                    | .0001.679             | Leoben                          | .0000530                 |                           |
| Walchen                    | Isar                 | rechts        | 205    | DE Tir               | .0000026          | mit Achensee                                            | .0000233             | Achensee                         | .0000929              | Sylvensteinspeicher             | .0000767                 | .0000004                  |
| Waldaist                   | Aist                 |               | 1162   | Noe Ooe              | .0000059          | Quellfluss, mit Schwarzer Aist                          | .0000350             | Weitersfelden                    | .0000680              | Hohensteg                       | .0000310                 | .0000003                  |
| Waldensteiner Bach         | Lavant               | links         | 200253 | Ktn                  | .0000021          |                                                         | .0000109             | Wolfsberg                        | .0001.620             | Twimberg                        | .0000600                 |                           |
| Warme Fischa               | Leitha               | links         | 300945 | Noe                  | .0000022          |                                                         |                      | Bad Fischau                      | .0000280              | Pottendorf                      | .0000222                 |                           |
| Weidenbach                 | March                | rechts        | 300320 | Noe                  | .0000033          |                                                         | .0000044             | Höbersbrunn                      | .0000213              | Zwerndorf                       | .0000143                 |                           |
| Weißach                    | Bregenzer Ach        | rechts        | 117    | DE Vbg               | .0000034          |                                                         | .0000216             | Drehers Berg                     | .0001.360             | Langenegg                       | .0000465                 |                           |
| Weißache                   | Inn                  | rechts        | 439    | Tir                  | .0000024          |                                                         | .0000123             | Ellmau                           | .0001.514             | Kufstein                        | .0000478                 | .0000003                  |
| Weiße Sulm                 | Sulm                 | rechts        | 2613   | Stm                  | .0000029          | Quellfluss                                              | .0000084             | Koralpe                          | .0001.567             | Gasselsdorf                     | .0000304                 |                           |
| Weißenbach                 | Drau                 | rechts        | 200101 | Ktn                  | .0000026          | Ausfluss des Weißensees                                 |                      | Weißensee                        | .0000930              | Feistritz an der Drau           | .0000510                 |                           |
| Weitenbach                 | Donau                | links         | 301133 | Noe                  | .0000040          | mit Höllbach                                            | .0000218             | Gutenbrunn                       | .0000912              | Weitenegg                       | .0000207                 |                           |
| Weizbach                   | Raab                 | links         | 1860   | Stm                  | .0000031          |                                                         | .0000103             | Sankt Kathrein am Offenegg       | .0001.227             | Sankt Ruprecht an der Raab      | .0000375                 |                           |
| Welser Mühlbach            | Traun                | links         | 927    | Ooe                  | .0000037          | mit Kleinmünchner Kanal                                 |                      | Gunskirchen                      | .0000326              | Kleinmünchen                    | .0000263                 |                           |
| Wertach                    | Lech                 | links         | 2727   | DE Tir               | .0000141          | mit Kaltenbrunnenbach                                   | .0001.441            | Oberjoch                         | .0001.720             | Wolfzahnau                      | .0000461                 | .0000017                  |
| Weyerbach                  | Sipbach              | links         | 933    | Ooe                  | .0000026          |                                                         |                      | Leombach                         | .0000350              | Haid                            | .0000272                 |                           |
| Wien                       | Donaukanal           | rechts        | 1499   | Noe Wie              | .0000027          |                                                         | .0000221             | Kaiserbrunnberg                  | .0000540              | Weißgerber                      | .0000155                 |                           |
| Wiesgraben                 | Moson-Donau          | rechts        | 1711   | HU Bgl               | .0000022          |                                                         |                      | Prellenkirchen                   | .0000178              | Bezenye                         | .0000120                 |                           |
| Wildbach                   | Laßnitz              | links         | 2634   | Stm                  | .0000022          |                                                         | .0000051             | Reinischkogel                    | .0001.400             | Frauental an der Laßnitz        | .0000330                 | .0000001                  |
| Wildschönauer Ache         | Inn                  | rechts        | 420    | Tir                  | .0000022          |                                                         | .0000087             | Wildschönau                      | .0001.856             | Kundl                           | .0000503                 |                           |
| Wimitz                     | Glan                 | links         | 200217 | Ktn                  | .0000035          |                                                         | .0000131             | Goggausee                        | .0000775              | Sankt Veit an der Glan          | .0000465                 | .0000001                  |
| Windauer Ache              | Brixentaler Ache     | links         | 425    | Tir                  | .0000022          |                                                         | .0000082             | Reinkarsee                       | .0002.194             | Hopfgarten im Brixental         | .0000626                 | .0000003                  |
| Wölfnitzbach               | Drau                 | links         | 200242 | Ktn                  | .0000028          |                                                         | .0000124             | Saualpe                          | .0001.836             | Lippitzbach                     | .0000383                 |                           |
| Wölfnitzbach               | Glan                 | rechts        | 200221 | Ktn                  | .0000021          |                                                         | .0000075             | Poredia                          | .0000846              | Feschnig                        | .0000445                 |                           |
| Wulka                      | Neusiedler See       |               | 1816   | Bgl                  | .0000042          | mit Neusiedler See 67 km                                | .0000402             | Heuberg                          | .0000600              | Donnerskirchen                  | .0000115                 |                           |
| Ybbs                       | Donau                | rechts        | 301012 | Noe                  | .0000134          |                                                         | .0001.300            | Mariazell                        | .0001.350             | Ybbs an der Donau               | .0000217                 | .0000031                  |
| Ysper                      | Donau                | links         | 300012 | Noe                  | .0000029          |                                                         | .0000165             | Weinsberg                        | .0000980              | Stausee Ybbs-Persenbeug         | .0000230                 | .0000002                  |
| Zaucha                     | Url                  | links         | 301038 | Noe                  | .0000021          |                                                         | .0000059             | Kürnberg                         | .0000690              | Bubendorf                       | .0000320                 |                           |
| Zauchbach                  | Ybbs                 | rechts        | 301041 | Noe                  | .0000026          |                                                         | .0000090             | Wachsenegg                       | .0000625              | Euratsfeld                      | .0000255                 |                           |
| Zaya                       | March                | rechts        | 300298 | Noe                  | .0000060          |                                                         | .0000614             | Klement                          | .0000380              | Drösing                         | .0000150                 |                           |
| Zemmbach                   | Ziller               | links         | 379    | Tir                  | .0000029          |                                                         | .0000443             | Zsigmondyspitze                  | .0002.674             | Mayrhofen                       | .0000640                 | .0000002                  |
| Zickenbach                 | Pinka                | links         | 1971   | Bgl Stm              | .0000040          | mit Willersbach                                         | .0000135             | Gschaidt                         | .0000700              | Kotezicken                      | .0000255                 |                           |
| Zickenbach                 | Strem                | rechts        | 2025   | Bgl                  | .0000022          | mit Rohrer Bach                                         | .0000096             | Burgauberg-Neudauberg            | .0000276              | Güssing                         | .0000215                 |                           |
| Ziller                     | Inn                  | rechts        | 375    | Tir                  | .0000056          | mit Zillergründl-Speicher                               | .0001.135            | Rauhkofel                        | .0002.267             | Strass im Zillertal             | .0000518                 | .0000027                  |
| Zöbernbach                 | Güns                 | links         | 2042   | Bgl Noe              | .0000034          |                                                         | .0000164             | Schäffern                        | .0000690              | Lockenhaus                      | .0000335                 | .0000001                  |
| Zwettl                     | Kamp                 | links         | 300103 | Noe                  | .0000052          |                                                         | .0000267             | Karlstift                        | .0000975              | Zwettl                          | .0000511                 |                           |

CH = Schweiz CZ = Tschechien DE = Deutschland HR = Kroatien HU = Ungarn IT = Italien NL = Niederlande SI = Slowenien SK = Slowakei
Bgl = Burgenland Ktn = Kärnten Noe = Niederösterreich Ooe =	Oberösterreich Sbg = Salzburg Stm = Steiermark Tir = Tirol Vbg = Vorarlberg Wie = Wien